# Vor-Konvoi

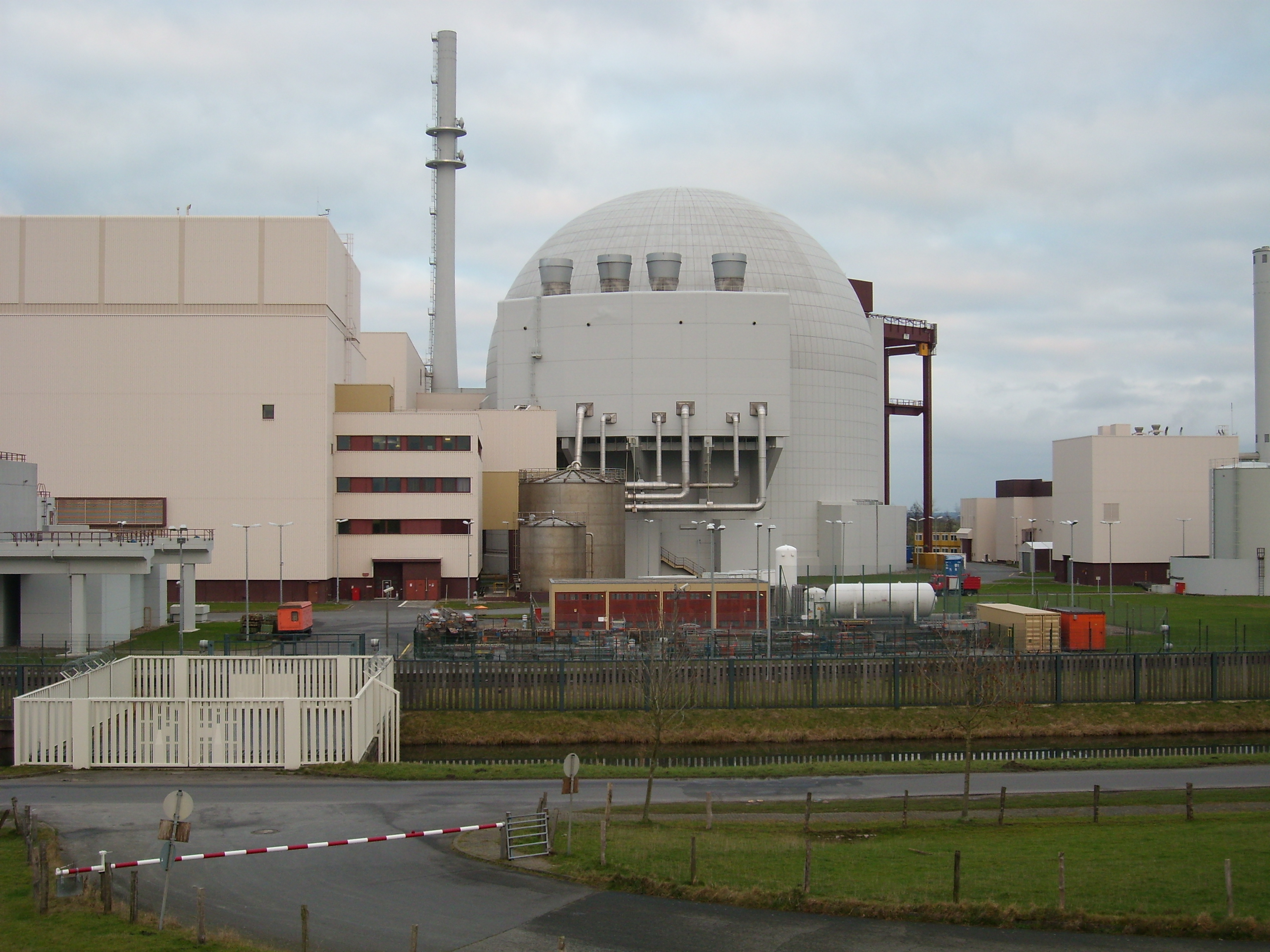
Vor-Konvoi im Kernkraftwerk Brokdorf

Als Vor-Konvoi werden mehrere Kernkraftwerke der Kraftwerk Union mit einem Druckwasserreaktor bezeichnet. Der Begriff bezieht sich darauf, dass die Kraftwerke noch individuell geplant und ausgeführt wurden, bevor die KWU mit den Konvoi-Anlagen zu einer standardisierten Bauform (analog zur Konvoischifffahrt) überging.
Zu den Vor-Konvoi-Anlagen gehörten die bereits stillgelegten Kraftwerke Brokdorf, Grafenrheinfeld, Grohnde, Philippsburg-2, das nie errichtete Kernkraftwerk Wyhl sowie der brasilianische Reaktor Angra 2. Dort befindet sich ein weiterer Block dieser Art im Bau (Angra 3), dessen Technik zwar geliefert, jedoch aus Geldmangel eingelagert wurde. Nach mehrmaliger Bauunterbrechung ist nun geplant, Angra 3 bis 2026 zu vollenden und in Betrieb zu nehmen.
Diese Druckwasserreaktoren der 1300-MW-Klasse wurden zwischen 1982 und 1986 von der Kraftwerk Union (KWU) errichtet.
Verglichen mit der vorherigen Druckwasserreaktor-Generation haben die Vor-Konvoi-Anlagen einige sicherheitstechnische Verbesserungen. Da das Basisdesign aus den 1970er Jahren stammt und grundlegende Anlagenteile nicht nachgerüstet werden können (z. B. Verstärkung der Wandstärke des Reaktordruckbehälters), erreichen sie nicht das Sicherheitsniveau der Konvoi-Anlagen, die eine Weiterentwicklung der Vor-Konvoi-Anlagen darstellen.

## Sicherheitstechnik
Sicherheitstechnische Merkmale der Vor-Konvoi-Anlagen sind nebst der üblichen Redundanz der aktiven Sicherheitssysteme ein von Beginn an vorhandenes (nicht wie bei älteren Anlagen nachgerüstetes) Notstandsgebäude mit einem viersträngigen Notspeisesystem, das vor allem auch bei Einwirkungen von außen (z. B. Erdbeben) mit besonderen Sicherheitsanforderungen die Anlage herunterkühlen und bis 72 Stunden in einem stabilen Zustand halten kann. Ebenfalls ins Gebäude integriert ist eine Notsteuerstelle, von wo aus die wichtigsten Funktionen beim Herunterfahren kontrolliert und gesteuert werden können, auch wenn der normale Kommandoraum nicht zur Verfügung steht.
| Bezeichnung     | Kürzel  | Bundes- land | Betrei- ber                        | thermische Reaktor- leistung in MW | el. Brutto- leistung in MW | el. Netto- leistung in MW | Energie- erzeugung in TWh | Reststrom- menge ab Juli 2010 in TWh | Bau- beginn  | Kommer- zieller Betrieb | Außer Betrieb |
| --------------- | ------- | ------------ | ---------------------------------- | ---------------------------------- | -------------------------- | ------------------------- | ------------------------- | ------------------------------------ | ------------ | ----------------------- | ------------- |
| Grafenrheinfeld | KKG     | BY           | E.ON, ursprünglich Bayernwerk      | 3.765                              | 1.345                      | 1.275                     | 227,7                     | 47,3                                 | 1. Jan. 1975 | 17. Juni 1982           | 31. Mai 2015  |
| Philippsburg 2  | KKP 2   | BW           | EnBW                               | 3.950                              | 1.468                      | 1.402                     | 214,6                     | 86,6                                 | 7. Juli 1977 | 18. Apr. 1985           | 14. Okt. 2019 |
| Grohnde         | KWG     | NI           | E.ON, ursprünglich PreussenElektra | 3.900                              | 1.430                      | 1.360                     | 226,0                     | 87,4                                 | 1. Juni 1976 | 1. Feb. 1985            | 31. Dez. 2021 |
| Brokdorf        | KBR     | SH           | E.ON, ursprünglich PreussenElektra | 3.900                              | 1.480                      | 1.410                     | 195,7                     | 100,1                                | 1. Jan. 1976 | 22. Dez. 1986           | 31. Dez. 2021 |
| Angra 2         | CNAAA 2 | BR           | Eletrobrás                         | 3.770                              | 1.350                      | 1.275                     |                           | keine                                | 1. Jan. 1976 | 22. Dez. 2000           |               |
| Angra 3         | CNAAA 3 | BR           | Eletrobrás                         | 3.785                              | 1.405                      | 1.245                     |                           | keine                                | 1. Jan. 1976 |                         |               |

Stand: 2010, Quellen: Bundesamt für Strahlenschutz, Informationskreis KernEnergie